# 願望成真基金
願望成真基金，是源自美國的非營利組織。服務宗旨為患有重病的兒童達成願望，希望透過「願望成真」的體驗，令他們的人生充滿希望、毅力及歡樂。「願望童」（Wish Child，申請願望的小朋友）的願望可能是小至希望得到一件玩具，或是大至到外地遊玩，當中也有些希望與偶像名人見面相聚。
1993年，國際願望成真基金（Make-A-Wish International）成立，是全球最大「協助他人實現願望」的機構，現時有35個國家或地區設有辦事處。單在2007年，全球各地的願望成真基金已為6,382名重症病童實現願望。

## 源起
1977年2月4日，居住伊利諾州男童克里斯多福·詹姆斯·葛瑞休斯(Christopher James Greicius)診斷出白血病末期，在亞歷桑納州鳳凰城治療期間即使來日不多仍夢想成為一名警察，其母朋友的丈夫為美國海關總署官員湯米·奧斯丁(Tommy Austin)便利用曾在亞利桑那州公共安全部工作的關係促成克里斯願望實現。1980年4月29日，克里斯穿著警察制服、佩戴警徽到街上去巡邏、開違規停車的罰單等像個真正警察在執勤;得償宿願後，克里斯於翌月3日去世，年僅7歲。協助克里斯實現願望的這群人，有感於夢想成真為孩童帶來莫大的喜悅與歡樂，體認重症病童也應享有美夢成真的機會，於是1980年7月成立喜願基金會幫重症病童圓夢，並積極地向世界各地推擴展而成為國際性組織。

## 亞洲

### 香港
1989年由凱瑟克基金管理的「願望成真」投入服務；及至1998年願望成真基金（Make-A-Wish Hong Kong）在香港註冊為非牟利慈善機構。香港的願望成真基金致力幫助在香港及澳門接受正統醫療、包括其他國籍的小朋友。在2008年慶祝了正式成立10週年，在2009年則為第1000名願望童實現願望。

### 臺灣
中華民國喜願協會（Make-A-Wish Taiwan）於1994年4月30日成立，幫助臺灣3歲以上未滿18歲重症病童，實現其心中最大的願望。截至2015年已幫助1450位重症病童圓夢。台灣分會於2017年9月被核定為Phase 3 分會等級(喜願分會共分4個等級，級數愈高表示發展愈成熟)。

### 新加坡
新加坡许愿基金会（Make-A-Wish Foundation (Singapore) Ltd）於2003年成立，宗旨是帮助所有符合危疾医疗条件的新加坡儿童实现愿望。迄今已协助超过930个儿童完成心愿。

## 注解
1. ↑  Make-A-Wish America:
  - How it all started （页面存档备份，存于）
  - Timeline （页面存档备份，存于）
2. ↑  .   [2016-06-29]. （原始内容存档于2016-08-16）.
3. ↑  关于新加坡许愿基金会 的存檔，存档日期2016-08-14.

## 外部連結
- Make-A-Wish Foundation of America （页面存档备份，存于）
- Make-A-Wish Foundation International （页面存档备份，存于）
- 社團法人中華民國喜願協會 （页面存档备份，存于）
- 願望成真基金 （页面存档备份，存于）
- 星加坡许愿基金会 （页面存档备份，存于）